# Перистильний двір
Перистильний двір (стародавній Єгипет) — напіввідкрите середовище, оточене колонними галереями. Над відвідувачем височіло лише небо, лінія горизонту замикалась масивними колонадами, де простір значно зменшувався, затискувався стіною. Рівень підлоги теж трохи підвищувався відносно алеї сфінксів, фіксуючи вступ людини до храму. Двір композиційно ставав проміжною ланкою між алеєю сфінксів і гіпостильним залом.